# Skyscraper (álbum)
| Críticas profissionais | Críticas profissionais |
| Avaliações da crítica  | Avaliações da crítica  |
| Fonte                  | Avaliação              |
| ---------------------- | ---------------------- |
| Allmusic               | [ 1 ]                  |
| The Daily Vault        | C−                     |
| Los Angeles Times      | [ 3 ]                  |
| Robert Christgau       | C+                     |
| Rolling Stone          | [ 5 ]                  |

Skyscraper é o segundo álbum do supergrupo The David Lee Roth Band, que foi a banda montada pelo vocalista David Lee Roth após sua saída do Van Halen. O álbum, lançado em 1988, foi o último álbum a contar com o guitarrista Steve Vai, que deixou o grupo para juntar-se ao Whitesnake, e com o baixista Billy Sheehan, que juntou-se ao Mr. Big.
Uma curiosidade do álbum é que, há uma mensagem com rotação invertida ao final da última faixa, que quando tocada de maneira correta diz “Obey your parents and use a condom (Obedeça a seus pais e use um preservativo).”

## Faixas
| N.º            | Título                | Compositor(es)                                    | Duração |  |
| 1.             | "Knucklebones"        | Gregg Bissonette, Matt Bissonette, David Lee Roth | 3:18    |  |
| 2.             | "Just Like Paradise"  | David Lee Roth, Brett Tuggle                      | 4:03    |  |
| 3.             | "The Bottom Line"     | David Lee Roth e Steve Vai                        | 3:37    |  |
| 4.             | "Skyscraper"          | David Lee Roth e Steve Vai                        | 3:38    |  |
| 5.             | "Damn Good"           | David Lee Roth e Steve Vai                        | 5:49    |  |
| 6.             | "Hot Dog and a Shake" | David Lee Roth e Steve Vai                        | 3:19    |  |
| 7.             | "Stand Up"            | David Lee Roth, Brett Tuggle                      | 4:39    |  |
| 8.             | "Hina"                | David Lee Roth e Steve Vai                        | 4:40    |  |
| 9.             | "Perfect Timing"      | David Lee Roth, Brett Tuggle                      | 3:41    |  |
| 10.            | "Two Fools a Minute"  | David Lee Roth e Steve Vai                        | 4:28    |  |
| Duração total: | Duração total:        | Duração total:                                    | 41:17   |  |

## Integrantes
- David Lee Roth – vocal
- Steve Vai – guitarra
- Billy Sheehan – baixo
- Gregg Bissonette – bateria

## Paradas Musicais

### Álbum
| Ano  | Parada Musical    | Posição |
| ---- | ----------------- | ------- |
| 1988 | The Billboard 200 | 6       |

### Singles
| Ano  | Single               | Parada Musical         | Posição |
| ---- | -------------------- | ---------------------- | ------- |
| 1988 | "Damn Good"          | Mainstream Rock Tracks | 2       |
| 1988 | "Just Like Paradise" | Mainstream Rock Tracks | 1       |
| 1988 | "Just Like Paradise" | The Billboard Hot 100  | 6       |
| 1988 | "Stand Up"           | Mainstream Rock Tracks | 5       |
| 1988 | "Stand Up"           | The Billboard Hot 100  | 64      |

### Certificações
| País | Vendagem    | Certificação |
| ---- | ----------- | ------------ |
| RIAA | 1 000 000 + | platina      |
| BPI  | 60 000 +    | prata        |